# Sandra Kim
Pour les articles homonymes, voir Kim.
 (avril 2016).
Si vous disposez d'ouvrages ou d'articles de référence ou si vous connaissez des sites web de qualité traitant du thème abordé ici, merci de compléter l'article en donnant les références utiles à sa vérifiabilité et en les liant à la section « Notes et références ».
Sandra Caldarone, dite Sandra Kim, est une chanteuse belge, née le 15 octobre 1972 à Montegnée (Saint-Nicolas, près de Liège).
Elle a gagné le concours Eurovision de la chanson 1986 pour la Belgique avec la chanson J'aime la vie. Elle détient le record de la plus jeune gagnante du concours car elle n'avait que 13 ans à l'époque et ses managers avaient prétendu qu'elle en avait 15. En 1990, le règlement de l'Eurovision a changé pour imposer un âge minimum de 16 ans. De ce fait, son record ne peut pas être battu.
Elle est aussi connue comme l’interprète originale du générique du dessin animé Il était une fois… la Vie écrit par Albert Barillé.

## Biographie

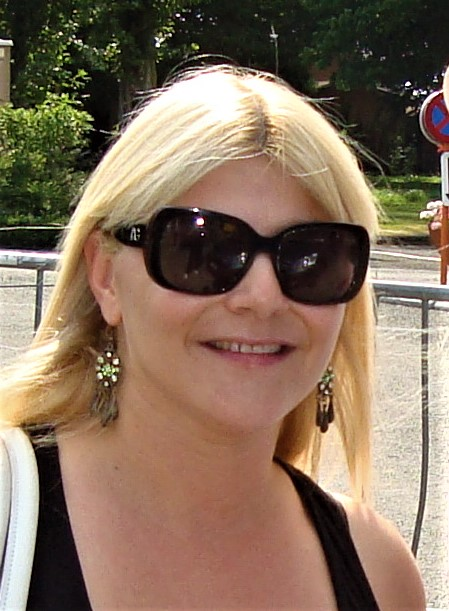
Sandra Kim en 2011 pour la sortie de Make up.

Sandra Caldarone est issue de la troisième génération de l'immigration italienne. Sa famille paternelle est originaire de Torrebruna la province de Chieti, dans les Abruzzes, en Italie centrale.
Encore italienne, elle est choisie par Michel Daerden à Namur pour représenter la Belgique au Concours Eurovision de la chanson qui doit avoir lieu en Norvège, le 3 mai 1986. Elle remportera le concours avec la chanson J'aime la vie alors qu'elle n'a que 13 ans. Son jeune âge et la polémique que ce dernier suscitera amènera l'UER à fixer à 16 ans l'âge limite pour participer au concours en 1990. De ce fait, Sandra Kim demeure la plus jeune gagnante de l'histoire du concours, et son record ne sera jamais battu à moins d'un changement dans les règles. Elle est également l'une des deux dernières francophones avec Céline Dion à remporter le concours. À la suite de cette victoire, Sandra Kim sera également choisie pour interpréter le générique de la série Il était une fois... la Vie, composé par Michel Legrand.
En 1987, elle fait ses débuts au cinéma dans le téléfilm belge, coproduit par la RTBF, de Chergui Kharroubi intitulé Les Fripiat. Elle est également choisie pour interpréter la bande originale de ce téléfilm avec le titre Je sais pourquoi .
Au début des années 1990, elle a coprésenté Dix qu'on aime avec Alain Simons sur RTL-TVI, puis elle a fait partie pendant deux saisons du jury de l'émission Pour la gloire sur la RTBF.
En 1990, Sandra Kim a chanté devant le roi Baudouin Ier à l'occasion des fêtes organisées pour son 60e anniversaire et le 40e anniversaire de son règne.
En 1986, Sandra Kim inaugure sa statue de cire à l'historium de Bruxelles.
Elle est l'une des interprètes de la chanson caritative On a toujours quelqu'un avec soi au bénéfice du Télévie, tout comme Axelle Red, Benny B, Claude Barzotti, Frank Michael, le Grand Jojo, Jeff Bodart, Muriel Dacq, Philippe Swan, Nathalie Pâque, etc.
En mai 2011, elle sort l'album Make Up.

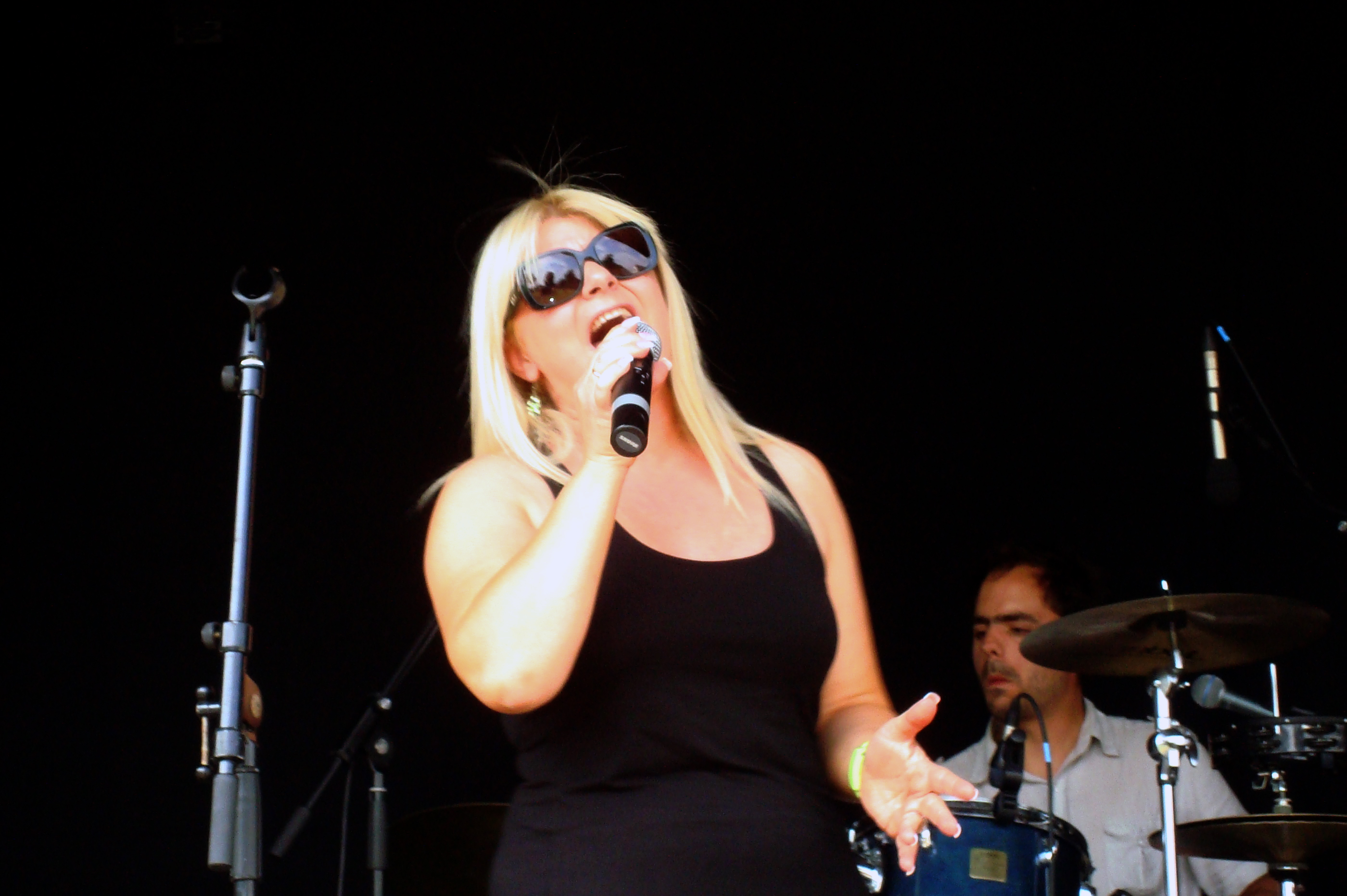
Sandra Kim en 2011.

En 2020, à la suite de sa victoire à l'édition flamande du jeu The Masked Singer (nl) diffusée sur la chaîne VTM, elle sort un nouveau single, une reprise de Who Are You du groupe britannique The Who, qui atteint la 47e position de l'Ultratop 50 en Flandre.

## Vie personnelle
Mariée une première fois avec Olivier Gérard en 1994 et divorcée un an et demi après, elle a épousé Jurgen Delanghe le 24 décembre 2001.

## Discographie
- Sources : site officiel et site de fan sur la discographie

### Albums
- 1986 : J'aime la vie
- 1988 : Bien dans ma peau
- 1988 : I più grandi successi di Sandra Kim (compilation en italien)
- 1988 : The best of Sandra Kim (compilation en anglais)
- 1991 : Balance tout (Fr) et Met open ogen (Nl)
- 1993 : Les Sixties (Fr) et Sixties (Nl)
- 1997 : Onvergetelijk
- 1998 : Heel diep in mijn hart
- 2011 : Make Up

### 45 tours / Singles
- 1985 Ami Ami / Aspettami

Du 1er album
- 1986 : J'aime la vie (Fr) / Instrumental
- 1986 : J'aime la vie (Fr) / Crazy of life et J'aime la vie (Fr) / Ne m'oublie pas (Eurosong Winner)
- 1986 : Tokyo Boy (Fr) / Envie de tout donner
- 1987 : Sorry (Fr) / Sûre de moi
- 1987 : Laurence / Magic (Fr)
- 1987 : Hymne à la vie (Il était une fois... la Vie)

Du 2e album
- 1988 : Souviens-toi / Jimmy (Fr)
- 1988 : J'aime mon pays - Ik hou van mijn land / J'ai tout balancé
- 1988 : Berlin (Fr) / Trains de nuit et Berlino / Treno di notte
- 1989 : Coup de cœur / Reste avec moi

Entre 2 albums
- 1989 : Malagueña (Fr) / Instrumental et Malagueña (version anglaise) / Instrumental (45 tours + Maxi 45 tours)
- 1990 : Slow moi, rock moi / J'aime mon pays et Bel me, schrijf me / Ik hou van mijn land

Du 3e album
- 1991 : Look infernal / Instrumental = Dans / Instrumental
- 1991 : Hou me vast / Me laisse pas
- 1991 : J'ai pas fini de t'aimer 1991 / Nee laat me nooit alleen
- 1992 : Je t'ai dans la peau / Instrumental = Jij beheerst mij totaal / Instrumental
- 1992 : Reprends ta place / Kom terug bij mij

Du 4e album
- 1992 : Je veux ma part de rêve / Ik wil alleen maar dromen
- 1993 : Qu'est-ce que tu fais ce soir / Wat doe jij vanavond
- 1993 : Il faut s'aimer plus fort / Dit is vast weer zo'n dag
- 1993 : Je t'ai tout donné / Wil je eeuwig van mij houden

Du 5e album
- 1997 : Al camino de la vida (Sandra Kim et Fr. Galan) / Un tango argentino (Fr. Galan) et Door veel van mij te houden / Al camino de la vida (pochettes - B : Door… / NL : Al camino)
- 1997 : Mijn Lieveling / Mi Corazon (pochettes - B : Mijn Lieveling / NL : Mi corazon)

Du 6e album
- 1997 : Hou van mij / De liefste (Belgium) et Aime-moi / Hou van mij (Pays-Bas)
- 1998 : Casser le blues / Je m'envolerai et Jij hoort bij mij / Voor jou Barbara
- 1998 : Heel diep in mijn hart / Voor jou Barbara
- 1998 : Helemaal alleen / Ik wil je nooit meer kwijt
- 1998 : Un jour, une femme / Een teken van jou (Pays-Bas)
- 1999 : Enkel voor een dag / Doe dat nog een keertje met mij
- 2001 : Vivere uguale / Italian Mix ( = Vivere uguale remix)
- 2001 : J'ai pas fini de t'aimer / Instrumental

Autres
- 2006 : Dancing in the street / It Takes Two (Spectacle Souldivaz)

Du 7e album
- 2010 : Anyway the Wind Blows
- 2011 : Make Up
- 2012 :  Top Price
- 2020 : reprise de Who Are You des Who

### Participations
- 1988 : Album Tura 2000 : Chanson Omdat ik van je hou
- 1990 : Album Kerstfeest in Vlaanderen (Nl) : Chanson Stille nacht
- 1998 : Album Vlaamse artiesten zingen Disney (Nl) : Chanson Belle en het Beest
- 2001 : Album Musicals from the Heart : Chanson What a feeling
- 2002 : Album Il était une fois... la Vie (réédition) : Chanson Hymne à la vie
- 2003 : Album Musicals from the Heart II : Chansons Lady Marmelade, Memory et You're the one that I want
- 2011 : Crying Out for You
- Album Croix-Rouge 1988 Besoin de toi qui que tu sois (Universalité)
- Levenslijn 1990 - Artiesten tegen kanker : Chanson Samen leven
- Télévie 1991 - Artistes : Chanson On a toujours quelqu'un avec soi
- Télévie 1992 - Speakers RTL-TVI : Chanson On a toujours quelqu'un avec soi
- Levenslijn 1992 - Artiesten met een hart : Chanson Hand in hand
- Levenslijn 1998 - Artiesten met een hart : Chanson De weg naar je hart
- 1999 : Helmut Lotti et Sandra Kim et Paul Michiels - Chanson Song for Kosovo
- 2004 : Campagne Amnesty International contre la violence envers les femmes : On en a marre et Sandra marraine[16]

Le dernier enregistrement connu est l'album Make Up sorti en mai 2011.

## Spectacles
- 1999 : Les Misérables à Anvers
- 2001- 2002 : Musicals from the Hear (medley de comédies musicales)
- 2003 - 2004 : Musicals from the Heart II, (medley de comédies musicales — suite)
- 2006 : Souldivaz